# Campeonato Paulista de Futebol de 1917
O Campeonato de Foot-Ball da Associação Paulista de Sports Athleticos de 1917 foi a 5.ª edição do campeonato organizado pela APEA, jogado pelos clubes paulistas filiados a esta associação. É reconhecido como legítima edição do Campeonato Paulista de Futebol pela FPF.
Disputada entre 8 de abril a 25 de novembro daquele ano, teve o Paulistano como campeão e o Palestra Itália como segundo colocado.
O artilheiro da competição foi Friedenreich, jogando pelo Ypiranga, com 15 gols.

## História
Foi o primeiro torneio disputado após a extinção da Liga Paulista de Foot-Ball, entidade pioneira no futebol paulista, fundada em 1902, e que originou a cisão que criou à Associação Paulista de Sports Athleticos em 1913.
Com a dissolução da LPF, seus antigos filiados foram integrados a APEA e foi instituído um campeonato equivalente à Segunda Divisão para ser disputado pela maior parte dos membros da extinta LPF.
Ao todo, foram 72 jogos e 301 gols marcados (uma média de 4,18 por partida).

## Participantes
- Atlética das Palmeiras
- Corinthians
- Internacional
- Mackenzie
- Palestra Itália
- Paulistano
- Santos
- São Bento
- Ypiranga

## Jogos
- 8 de abril de 1917 AA São Bento 2 x 2 AA das Palmeiras
- 8 de abril de 1917 Corinthians 1 x 0 Ypiranga
- 15 de abril de 1917 Paulistano 1 x 1 Santos
- 21 de abril de 1917 AA das Palmeiras 1 x 2 Ypiranga
- 21 de abril de 1917 Palestra Itália 5 x 1 SC Internacional
- 22 de abril de 1917 Corinthians 0 x 0 Mackenzie
- 22 de abril de 1917 AA São Bento 1 x 3 Paulistano
- 29 de abril de 1917 Paulistano 2 x 2 Palestra Itália
- 29 de abril de 1917 SC Internacional 1 x 5 Santos
- 3 de maio de 1917 AA das Palmeiras 1 x 0 Mackenzie
- 3 de maio de 1917 AA São Bento 1 x 3 Ypiranga
- 6 de maio de 1917 Paulistano 4 x 1 SC Internacional
- 6 de maio de 1917 Palestra Itália 3 x 0 Corinthians
- 13 de maio de 1917 Corinthians 2 x 0 AA das Palmeiras
- 13 de maio de 1917 Ypiranga 7 x 2 Mackenzie
- 17 de maio de 1917 Corinthians 5 x 2 SC Internacional
- 17 de maio de 1917 Palestra Itália 1 x 1 AA São Bento
- 20 de maio de 1917 Ypiranga 4 x 2 Santos
- 20 de maio de 1917 Paulistano 4 x 3 Mackenzie
- 27 de maio de 1917 AA das Palmeiras 1 x 0 Palestra Itália
- 27 de maio de 1917 Corinthians 8 x 3 AA São Bento
- 3 de junho de 1917 Mackenzie 1 x 3 SC Internacional
- 3 de junho de 1917 Santos 5 x 1 AA São Bento
- 3 de junho de 1917 Ypiranga 0 x 2 Paulistano
- 10 de junho de 1917 AA das Palmeiras 5 x 0 SC Internacional
- 10 de junho de 1917 Mackenzie 2 x 3 Palestra Itália
- 10 de junho de 1917 Santos 3 x 3 Corinthians
- 17 de junho de 1917 Mackenzie 3 x 0 AA São Bento
- 17 de junho de 1917 Ypiranga 6 x 0 SC Internacional
- 29 de junho de 1917 Paulistano 2 x 1 Corinthians
- 29 de junho de 1917 Palestra Itália 2 x 1 Ypiranga
- 1 de julho de 1917 AA das Palmeiras 9 x 4 Santos
- 1 de julho de 1917 SC Internacional 0 x 2 AA São Bento
- 8 de julho de 1917 AA das Palmeiras 0 x 2 Paulistano
- 8 de julho de 1917 Palestra Itália 5 x 1 Santos
- 15 de julho de 1917 Paulistano 3 x 2 AA São Bento
- 15 de julho de 1917 Palestra Itália 4 x 3 SC Internacional
- 22 de julho de 1917 Santos 3 x 4 Paulistano
- 22 de julho de 1917 AA São Bento 1 x 2 AA das Palmeiras
- 22 de julho de 1917 Corinthians 4 x 0 Ypiranga
- 5 de agosto de 1917 Santos 2 x 1 Mackenzie
- 5 de agosto de 1917 AA das Palmeiras 1 x 1 Ypiranga
- 5 de agosto de 1917 Corinthians 1 x 3 Palestra Itália
- 12 de agosto de 1917 Ypiranga 4 x 2 AA São Bento
- 12 de agosto de 1917 Mackenzie 1 x 3 AA das Palmeiras
- 12 de agosto de 1917 Santos 4 x 2 SC Internacional
- 26 de agosto de 1917 Mackenzie 2 x 2 Ypiranga
- 26 de agosto de 1917 Palestra Itália 1 x 0 Paulistano
- 2 de setembro de 1917 Mackenzie 1 x 4 Corinthians
- 2 de setembro de 1917 Paulistano 5 x 1 SC Internacional
- 2 de setembro de 1917 Santos 3 x 0 AA das Palmeiras
- 9 de setembro de 1917 Palestra Itália 1 x 1 AA São Bento
- 9 de setembro de 1917 SC Internacional 2 x 2 Corinthians
- 16 de setembro de 1917 Paulistano 4 x 0 Mackenzie
- 16 de setembro de 1917 Santos 7 x 0 Ypiranga
- 16 de setembro de 1917 AA das Palmeiras 2 x 2 Palestra Itália
- 23 de setembro de 1917 Santos 0 x 2 Palestra Itália
- 23 de setembro de 1917 SC Internacional 3 x 2 Mackenzie
- 23 de setembro de 1917 AA São Bento 2 x 4 Corinthians
- 30 de setembro de 1917 Paulistano 1 x 1 Ypiranga
- 14 de outubro de 1917 SC Internacional 3 x 2 Ypiranga
- 21 de outubro de 1917 SC Internacional 1 x 2 AA São Bento
- 28 de outubro de 1917 Paulistano 1 x 0 Corinthians
- 28 de outubro de 1917 AA São Bento 2 x 1 Mackenzie
- 4 de novembro de 1917 AA das Palmeiras 4 x 2 SC Internacional
- 4 de novembro de 1917 Palestra Itália 1 x 1 Mackenzie
- 11 de novembro de 1917 Corinthians 2 x 3 Santos
- 11 de novembro de 1917 Paulistano 3 x 0 AA das Palmeiras
- 18 de novembro de 1917 Santos 1 x 1 Mackenzie
- 18 de novembro de 1917 AA das Palmeiras 1 x 2 Corinthians
- 25 de novembro de 1917 Palestra Itália 6 x 1 Ypiranga
- 25 de novembro de 1917 AA São Bento O x W Santos

## Jogo do título
Paulistano 3x0 Atlética das Palmeiras
(11 de novembro de 1917)

## Premiação
| Campeão Paulista de 1917 |
| ------------------------ |
| PAULISTANO (5º título)   |

### Classificação final
| Classificação - Final | Classificação - Final  | Classificação - Final | Classificação - Final | Classificação - Final | Classificação - Final | Classificação - Final | Classificação - Final | Classificação - Final | Classificação - Final |
| Time | Time                   | PG                    | J                     | V                     | E                     | D                     | GP                    | GC                    | SG                    |
| --- | ---------------------- | --------------------- | --------------------- | --------------------- | --------------------- | --------------------- | --------------------- | --------------------- | --------------------- |
| 1 | Paulistano             | 27                    | 16                    | 12                    | 3                     | 1                     | 41                    | 17                    | 24                    |
| 2 | Palestra Itália        | 25                    | 16                    | 10                    | 5                     | 1                     | 41                    | 18                    | 23                    |
| 3 | Corinthians            | 19                    | 16                    | 8                     | 3                     | 5                     | 39                    | 26                    | 13                    |
| 4 | Santos                 | 19                    | 16                    | 8                     | 3                     | 5                     | 44                    | 36                    | 8                     |
| 5 | Atlética das Palmeiras | 17                    | 16                    | 7                     | 3                     | 6                     | 32                    | 27                    | 5                     |
| 6 | Ypiranga               | 15                    | 16                    | 6                     | 3                     | 7                     | 34                    | 37                    | - 3                   |
| 7 | São Bento              | 9                     | 16                    | 3                     | 3                     | 10                    | 23                    | 41                    | - 18                  |
| 8 | Internacional          | 7                     | 16                    | 3                     | 1                     | 12                    | 25                    | 58                    | - 33                  |
| 9 | Mackenzie              | 6                     | 16                    | 1                     | 4                     | 11                    | 21                    | 40                    | - 19                  |
| PG - pontos ganhos; J - jogos; V - vitórias; E - empates; D - derrotas; GP - gols pró; GC - gols contra; SG - saldo de gols |                        |                       |                       |                       |                       |                       |                       |                       |                       |